# Dedham Vale
Dedham Vale är ett område i Storbritannien som sedan 1970 är ett så kallat Area of Outstanding Natural Beauty. Det ligger på gränsen mellan grevskapen Suffolk och Essex i sydöstra England. Området omfattar ett 90 km2 stort område på båda sidor om floden Stour. Det är ett öppet och kulturpåverkat jordbrukslandskap som även inkluderar byn Dedham. Konstnären John Constable växte upp i det närliggande East Bergholt och har avbildat Dedham Vale i flera landskapsmålningar, till exempel The Vale of Dedham (1828).  